# Nadya Dorofeeva
Nadiia Volodymyrivna Dorofieieva (ucraniano: Надія Володимирівна Дорофєєва; 21 de abril de 1990), profissionalmente conhecida como DOROFEEVA, é uma cantora pop ucraniana, estilista, blogueira, atriz e ex-membro da dupla pop Vremya i Steklo, que foi criada e produzido pela Potap.[carece de fontes?]

## Juventude e educação
Nadiia Dorofieieva nasceu a 21 de abril de 1990 em Simferopol, Ucrânia. Desde tenra idade, Dorofieieva dedicou-se à música e à dança. Em 2002, aos 12 anos, tornou-se campeã regional em dança de salão, sendo coroada com o prémio de melhor dançarina de salão na sua terra natal, a Crimeia.
Em 2005, após concluir o nono ano, mudou-se para Moscovo, onde começou a estudar na Universidade Estatal de Arte e Cultura de Moscovo para se formar em canto.

## Carreira

### 2002-2009: Início de carreira
Dorofieieva ganhou destaque pela primeira vez como participante de várias competições musicais ucranianas e estrangeiras. Em 2004, conquistou o primeiro prémio na "categoria intermédia" do concurso de canto infantil dos Jogos do Mar Negro em Skadovsk. Em 2005, participou no programa de televisão ucraniano Chance, um spin-off de Karaokê no Maidan.
Enquanto morava em Moscovo, entre 2005 e 2007, fez parte do grupo feminino МЧС. Com o grupo, gravou um álbum e também se apresentou na televisão federal russa, incluindo uma performance da música "Monetka" no Cabaret of 100 stars na NTV em 2007.
Aos 17 anos, inscreveu-se em outro spin-off de Karaokê no Maidan, intitulado American Chance. Dorofiieva foi selecionada como uma das doze participantes do programa e viajou para Los Angeles no final de 2007 para continuar o processo de seleção. Lá, acabou como uma das cinco cantoras selecionadas da girl band Glam. A Glam foi adquirida por David Junk, que anteriormente adquiriu e promoveu tATu e Smash!! no mundo de língua inglesa, para se tornar um análogo ucraniano das Spice Girls. No entanto, quando a crise financeira dos Estados Unidos da América eclodiu, o projeto foi abandonado, e Dorofiieva foi instruída a encontrar um novo emprego. Glam gravou uma música promocional "Thirsty", que foi carregada no YouTube em 2008, mas nunca lançada comercialmente.
Depois que o seu sonho americano desmoronou, Dorofieieva desenvolveu o seu próprio projeto a solo, chamado Markiza, no qual adotou um estilo pop rock semelhante ao de Avril Lavigne. Em 2008, lançou um álbum a solo com esse nome.

### 2010-2020: Vremya i Steklo, avanço nacional

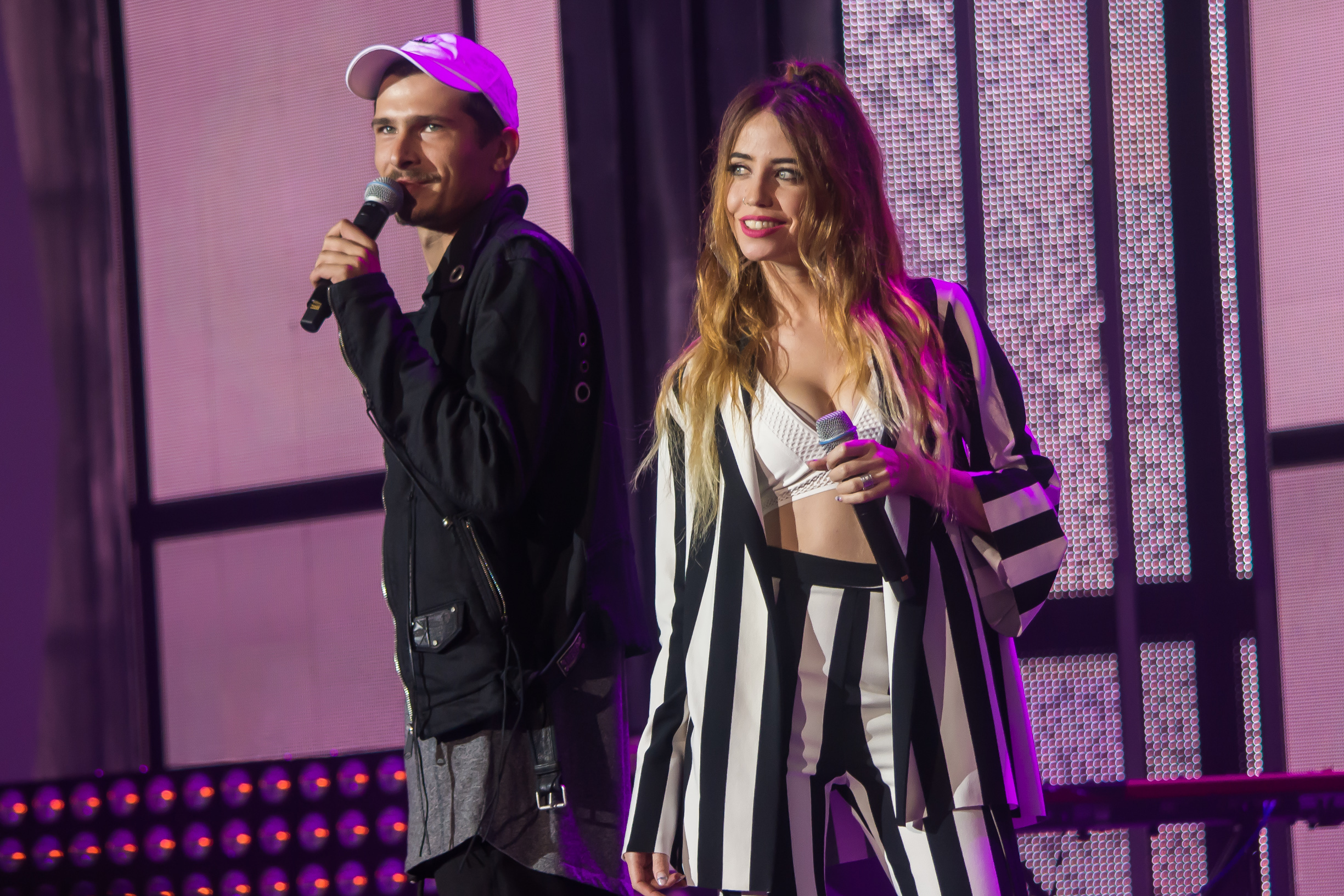
Vremya i Steklo se apresentando em 2016 em Vitebsk.

Dorofiieva passou no casting da internet para se tornar a vocalista feminina da dupla Vremya i Steklo, ao lado do rapper Oleksii Zavhorodnii (Positiff). A dupla foi produzida por Potap. Com isso, Dorofieieva voltou para Kiev. Em dezembro de 2010, a dupla lançou o seu primeiro single, que obteve apenas um leve sucesso comercial em sua terra natal, a Ucrânia. Nos anos seguintes, Dorofieieva excursionou pela Ucrânia com Vremya i Steklo ao lado de Potap & Nastya.
O grupo alcançou a sua descoberta em 2015 com o single "Imya 505", que deu à dupla a sua descoberta final na Rússia. A música tornou-se uma sensação viral e rapidamente se transformou na música em russo mais assistida de todos os tempos no YouTube. Seus videoclipes no YouTube mais tarde tornaram-se uma fonte de popularidade.
Como resultado da ascensão da fama do grupo, Dorofiieva tornou-se uma influenciadora popular. Em 2016, iniciou a sua própria linha de roupas. Um ano depois, começou a fazer vlogs em seu canal do YouTube, DoDo Vlog, tornando-se rapidamente um dos canais com mais inscritos na Ucrânia. Em 2018, Dorofiieva e o seu colega Oleksii Zavhorodnii deram voz aos heróis do filme de animação ucraniano "A Princesa Roubada".
No outono de 2017, participou de uma versão ucraniana do programa "Tantsi z zirkamy" (Dançando com as estrelas) no 1+1. Após "Tantsi z zirkamy", tornou-se treinadora (junto com o seu colega Positiff, parte de Vremya i Steklo) em "Holos. Dity" (The Voice Kids) no 1+1.
Em 2018, Nadiya tornou-se jurada do programa de TV ucraniano "Liha smikhu" (Liga do riso) no 1+1.

## Músicas

### Vremya i Steklo
- 2010 - russo: "Так выпала Карта"
- 2011 - russo: "Любви Точка Нет"
- 2011 - russo: "Серебряное море"
- 2011 - russo: "Кафель"

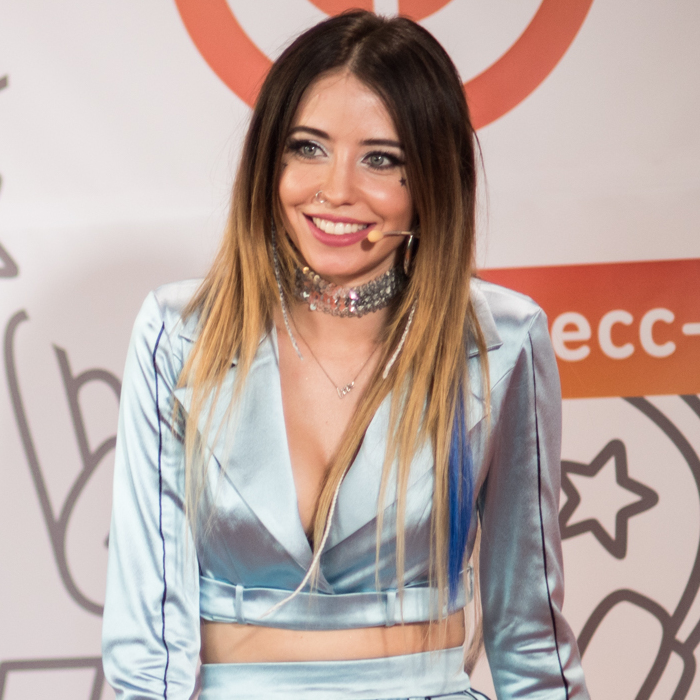
Nadya Dorofeeva 2017

- 2012 - russo: "Гармошка" (versão em inglês "Harmonica")
- 2012 - russo: "Слеза"
- 2013 - russo: "# кАроче"
- 2013 - russo: "Потанцуй со мной"
- 2014 - russo: "Забери"
- 2015 - russo: "50мя 505"
- 2015 - russo: "Песня 404"
- 2015 - russo: "Опасно 220"
- 2015 - russo: "Ритм 122"
- 2016 - russo: "Навернопотомучто"
- 2016 - russo: "На Стиле"
- 2017 - "Back2Leto"
- 2017 - russo: "Тролль"
- 2018 - Ucraniano: "До зірок"
- 2018 - russo: "Топ"
- 2018 - russo: "Е, Бой"
- 2018 - russo: "Песня про лицо"
- 2019 - ucraniano: "Дим"

### Solo
- 2016 - russo: façanha "Абнимос / Досвидос". Nastya Kamenskykh
- 2017 - russo: feat "Не забирай меня с пати". Scriptonita
- 2018 - russo: façanha "Глубоко". Monatik
- 2023 - "Хай пишуть"